# Yury Kashirin
Yury Kashirin (n. 20 ianuarie 1959, Voronej, RSFS Rusă, URSS) este un ciclist de performanță ce a reprezentat Uniunea Republicilor Sovietice Socialiste, medaliat olimpic. A participat la o ediție a Jocurilor Olimpice (1980) în care a câștigat o medalie de aur.

## Participări
Lista de mai jos prezintă principalele competiții la care a participat Yury Kashirin de-a lungul carierei.
- Velosport na letnih Olimpiiskih igrah 1980 - komandnaia gonka s razdelnîm startom na șosse (mujcinî)[*]